# Shimizu-ku (Shizuoka)
Shimizu-ku (清水区?) es un barrio de la ciudad de Shizuoka, en la prefectura de Shizuoka, Japón. Este barrio antiguamente era la ciudad de Shimizu, pero se fusionó con la ciudad de Shizuoka el 1 de abril de 2003. El 1 de abril de 2005 cuando la ciudad de Shizuoka fue elevado a ciudad designada por decreto gubernamental, se creó el barrio de Shimizu-ku. Este barrio absorbió al pueblo de Kanbara el 31 de marzo de 2006.

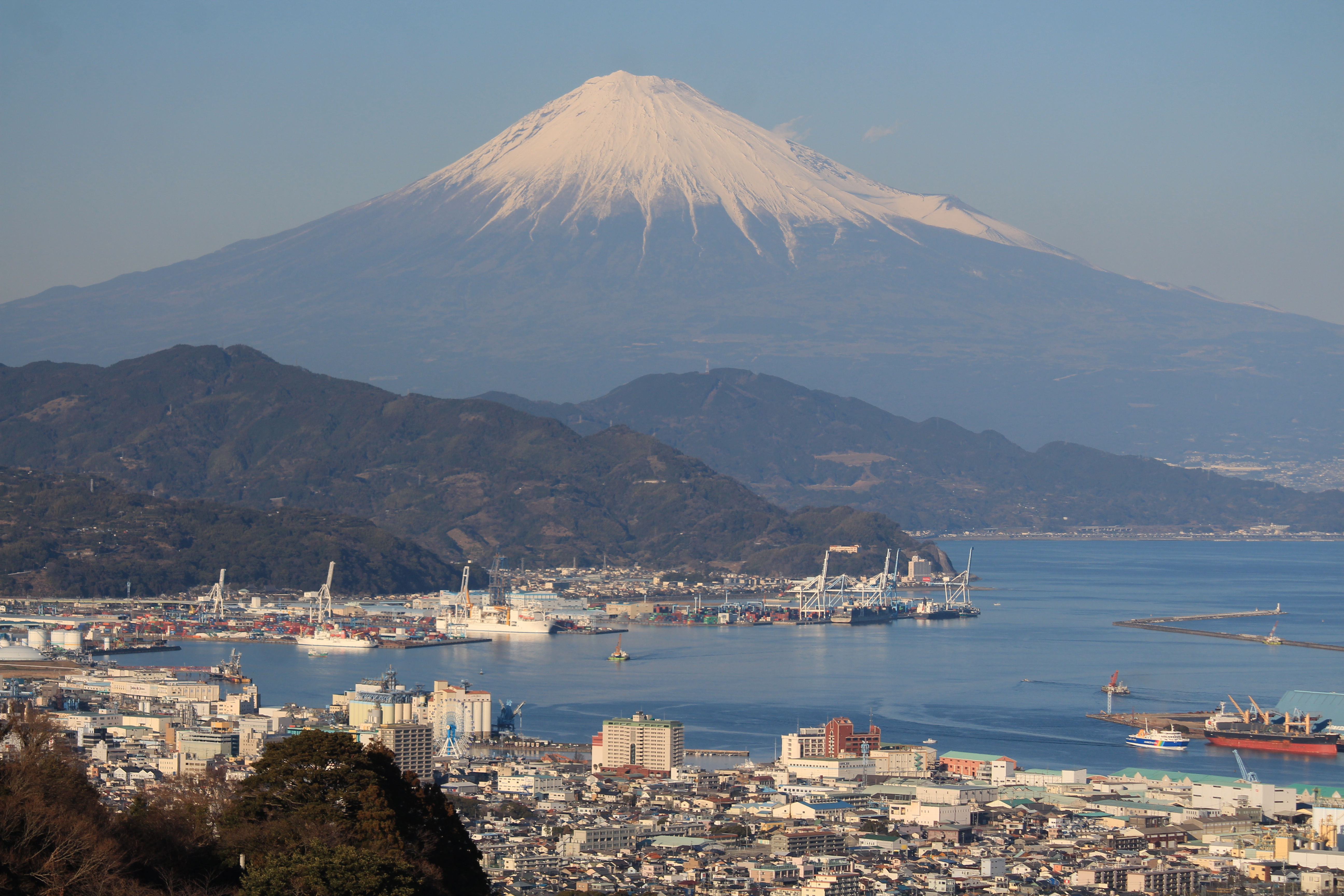
Puerto de Shimizu, monte Hamaishi y monte Fuji vistos desde Nihondaira en la ciudad de Shizuoka, prefectura de Shizuoka, Japón.

El barrio tiene 242,43 km² y una población de 247.207 habitantes (2006).
Se encuentra en la bahía de Miho, y es un puerto natural que funciona como centro de transporte marino y terrestre.